# Редькин, Вадим Вячеславович
Вади́м Вячесла́вович Ре́дькин (род. 19 апреля 1958, Воронеж) — российский религиозный деятель. «Летописец» и «правая рука» Виссариона (Сергея Торопа), «главный богослов» Церкви последнего завета, певец и писатель, ответственный редактор «Последнего завета».
22 сентября 2020 года вместе с Виссарионом (Сергеем Торопом) был задержан сотрудниками ФСБ России. Поводом к задержанию стало подозрение в незаконной деятельности религиозной организации и психологическом насилии над людьми.
До ареста являлся пресс-секретарем общины Виссариона и отвечал за связи с общественностью.

## Биография
Вадим Редькин родился 19 апреля 1958 года в Воронеже. Окончил с отличием Воронежский политехнический институт, работал в головном экспериментальном НИИ кузнечно-прессового машиностроения (ЭНИКМАШ), имеет несколько свидетельств на изобретения. Оставил аспирантуру Воронежского политехнического института при уже готовой диссертации и выбрал творчество в современной музыкальной среде, окончил Воронежское музыкальное училище.
В 1987 году стал вокалистом рок-группы «Интеграл» под руководством Бари Алибасова.
В 1988 году стал вокалистом группы «Поезд № 26», которая была организована Игорем Аникеевым и Сергеем Тупикиным. С группой «Поезд № 26» почти весь 1989 год Вадим Редькин гастролировал по стране, выступая на концертах вместе с группой «Ласковый май».
В СМИ распространяется информация, что Вадим Редькин является бывшим барабанщиком «Ласкового мая», однако основатель и продюсер группы Андрей Разин опроверг это утверждение.
В 1990 году начал сольную карьеру. В концертной деятельности работал в первом отделении в концертах Ольги Зарубиной, а с 1991 года — Жени Белоусова. Участвовал в концертах «Звуковой дорожки», съемках на телевидении, в программах «Добрый вечер, Москва», «120 минут», гастролировал по стране.
В 1992 году бросает музыкальную карьеру и уезжает в Сибирь. Находясь у истоков основания общины Виссариона, все время находится с ним рядом, фиксирует происходящие события и ответы Виссариона на многочисленные вопросы разных людей, формируя летопись «Повествование от Вадима» в «Последнем завете». Религоведы Сергей Филатов и Роман Лункин называют Вадима Редькина «главным богословом».
С сентября 2005 года участвовал в проекте сибирских художников «Духовный путь и искусство» со своими авторскими концертами, творческое объединение организовало 28 передвижных выставок в городах России, а также в Болгарии, Латвии, Эстонии, Литве, Украине, Молдавии и Казахстане.
В 2015 году в Тарту, Таллинне и Пярну состоялись спецпоказы документального фильма «Христос живет в Сибири», в рамках которых публике в качестве специального гостя был представлен Вадим Редькин.
В сентябре 2020 года Вадим Редькин был арестован и помещен в СИЗО № 1 Новосибирска.
В СИЗО им была написана повесть «Истории Евсея» в жанре «Историческая проза, фэнтези», которая впоследствии была издана в том числе на немецком и болгарском языках.

## Семья
Женат, отец пятерых дочерей.

## Уголовное преследование
22 сентября 2020 года Вадим Редькин вместе с Виссарионом (Сергеем Торопом) и Владимиром Ведерниковым был задержан в Обители Рассвета в ходе вооруженной спецоперации с участием спецназа ФСБ, Росгвардии и боевых вертолётов и вертолетом доставлен в Новосибирск. Суд заключил их под стражу. Всем троим были предъявлены обвинения по статьям 111 ч. 3 п. «а», «б» и 239 ч. 1 УК РФ (создание религиозного объединения, деятельность которого сопряжена с насилием над гражданами, причинение тяжкого вреда здоровью двум и более лицам). Возбуждено уголовное дело.
Обвиняемые вину не признают. Сразу после задержания Вадим Редькин обратился с письмом к УПЧ в Красноярском крае Марку Денисову. Обращение Вадима Редькина, в котором он заявил о нарушениях, которые были допущены во время задержания, также поступило в аппарат уполномоченного по правам человека в РФ Т. Н. Москальковой.
19 октября 2020 года Вадим Редькин, Виссарион (Сергей Тороп) и Владимир Ведерников были доставлены в Москву для проведения психиатрической экспертизы в институте имени Сербского. Защита была не согласна с таким решением, но следствие отказалось проводить экспертизу в Новосибирске.
Адвокаты задержанных считают преследование «заказом на очень высоком уровне и абсолютно не связанным с правом», «государство дало указание общину уничтожить»
11 марта 2021 года в Новосибирске Вадим Редькин был отправлен в карцер СИЗО № 1 Новосибирска на 14 суток.
1 сентября 2022 года уголовное дело начал рассматривать Железнодорожный районный суд Новосибирска постановив, что процесс будет проходить в закрытом режиме.
В декабре 2023 года Сергей Тороп, Вадим Редькин и Владимир Ведерников предъявили иск к Минфину РФ и потребовали компенсацию за нарушение разумных сроков судопроизводства. На момент подачи иска уголовное преследование длилось пять лет и девять месяцев.
11 апреля 2024 года по обращению Вадима Редькина (было подано в феврале 2022 года) ЕСПЧ (Европейский суд по правам человека) вынес постановление, в котором констатировал необоснованное избрание и дальнейшее продление меры пресечения в виде заключения под стражу.
12 марта 2025 года Сергею Торопу, Вадиму Редькину и Владимиру Ведерникову была продлена мера пресечения в виде содержания в СИЗО до 11 июля 2025 года.
24 июня 2025 года государственное обвинение запросило для всех трёх обвиняемых наказание по совокупности преступлений в виде лишения свободы сроком до 14,5 лет в исправительной колонии строгого режима. Также прокурор попросил суд удовлетворить гражданские иски пострадавших и сохранить арест на имущество обвиняемых до исполнения приговора.
30 июня 2025 года Железнодорожный районный суд Новосибирска приговорил Вадима Редькина к 11 годам колонии строго режима, Сергей Тороп (Виссарион) и Владимир Ведерников получили по 12 лет. Защита заявила, что судом проигнорированы все собранные за эти годы доводы - от прошедших сроков давности до изменившихся критериев вреда здоровью. Приговор будет обжалован вплоть до Верховного Суда РФ, и с учетом игнорирования решения Конституционного Суда РФ - до этой инстанции тоже.

## Дискография
В Сибири Вадим Редькин записал три сольных альбома.

### Пора Рождества (2002 год)
- 01. —  Пора Рождества
- 02. — Вот мчится тройка удалая
- 03. — Новый год
- 04. — Колыбельная
- 05. — Чудеса
- 06. — Ах, ты душечка
- 07. — Белокрылая ночь
- 08. — Встреча
- 09. — Джамайка
- 10. — Волшебный сон
- 11. — Пора Рождества (remix)

### Хей, хей, веселей! (2005 год)
- 01. —  Хей, хей, веселей!
- 02. — Ветер в парусах
- 03. — Блюз мечте
- 04. — Только одно слово…
- 05. — Там у реки
- 06. — Памяти Храма
- 07. — Без обид
- 08. — День — ночь
- 09. — Все происходит только к счастью
- 10. — Когда-то
- 11. — Где бы ты не был
- Bonus: (club-mix) День — ночь

### Бывает… (2007 год)
- 01. —  Песня о дороге
- 02. — Продолжим путь
- 03. — Про кота
- 04. — Ноты падают с небес
- 05. — Каждый день надо петь
- 06. — Легкий дождь
- 07. — Про зайцев
- 08. — Мысли наши
- 09. — Запахи моря
- 10. — Приснился сон
- 11. — Свет твоих глаз
- 12. — Ритм с утра
- 13. — Не плачь
- 14. — Бывает

## Видео
1. Интервью Вадима. Москва 7 декабря 2017 года.
2. Рига. Видеоэфир с Вадимом Редькиным в студии Roma World Radio 13 декабря 2019 года.
3. Путину, Бастрыкину Обращение из Обители Рассвета к "сильным" Мира Сего. Июль 2020.
4. Интервью с Вадимом Редькиным. Август 2020 г. Обитель Рассвета